# 浅圆盘螺
浅圆盘螺（学名：Discus pauper）为内齿螺科圆盘螺属的动物。分布于西伯利亚一带以及中国大陆的河北、北京等地，生活环境为陆地，多生活于山区丘陵潮湿的灌木草丛中、石块下以及岩石缝隙中。